# Ноземоза
Ноземоза (такође: нозематоза, нозема) је обољење пчела, изазвана микроспоридијом ноземом (Nosema apis), која напада епителне ћелије зида средњег црева матице, радилица и трутова, доводећи до поремећаја у варењу и апсорпцији хране. Паразит опстаје током целе године у зараженом друштву, а максималан број достиже у пролеће, када је у току интензивно одгајање пчелињег легла.

## Клиничка слика
Последице присуства ноземе у одраслим пчелама су вишеструке. Животни век је скраћен, нарочито код зимских пчела (уместо 6-8 месеци, живе 2-3 месеца). Хипофарингеалне жлезде младих пчела, неговатељица губе способност да производе матичну млеч, потребну за развој легла.
Код пчела се, нарочито пред угинуће, запажа увећан абдомен. Услед прекомерног накупљања воде, долази до дизентерије и појаве течног измета жутосмеђе боје и непријатног мириса. Болесне пчеле излазе из кошнице, не могу да лете, узнемирено се крећу раширених крила и убрзо угину. Приметно угинуће пчела услед јаче раширености инфекције говори да је процес стар најмање 3-4 недеље. У току зиме у кошници се могу запазити мрље измета и велики број угинулих пчела.

## Симптоми
Симтоми који се јављају код ноземозе нису специфични, јер немогућност пчела да лете, измет на саћу или полетној дасци или угинуле и умируће пчеле на земљи испред кошнице могу да буду знаци и неких других поремећаја. Сумња се може поставити уколико се у пролеће примети неуобичајено велики број угинулих пчела или је развој друштва успорен.
Нормално црево пчела је смеђе боје, са видљивим прстеновима, док је код инфицираних беличасто, помало увећано и мање сегментирано. То се може видети вађењем жаоке пинцетом.

## Видети
- Антибиотик
- Болести пчела
- Медоносна пчела
- Микроспоридија